# 布魯格達嶺
72°5′S 2°50′E / 72.083°S 2.833°E
布魯格達嶺（德語：Brugda）是南極洲的山嶺，位於毛德皇后地的瑪塔公主海岸，屬於耶爾斯維克山脈的一部分，由德國探險隊拍攝的空中照片命名，現時由南極條約體系管理。